# Základní škola Prachatice, Národní 1018
Základní škola Prachatice, Národní 1018, známá lidově též pod označením Národka, se nachází v severní části zmíněného jihočeského města, v blízkosti Šibeničního vrchu.
Členěná budova školy má celkem pět pavilonů, nachází se zde 22 tříd. Škola má vlastní sportoviště dvě tělocvičny, je obklopena sadem a má k dispozici svojí zahradu. Má vlastní dětské skupinky podle konceptu Montessori vzdělávání.

## Historie
Budova školy vznikla pro potřeby rozvíjející se zástavby rodinných domů, které byly budovány především v severní části města od přelomu 70. a 80. let 20. století. Rovněž slouží panelovému sídlišti, vybudovanému jižně od školy. Rozhodnutí o výstavbě školy padlo v roce 1984 a budova, která vznikla v podobě typizovaných škol z betonových panelů, byla dokončena roku 1990. Na místě původní školy se dříve nacházelo vojenské cvičiště.